# Apoteosi de Sant Hermenegild
L'Apoteosi de Sant Hermenegild és una pintura de Francisco Herrera el Vell feta per encàrrec de l'escola de jesuïtes de Sevilla entre 1620 i 1638.

## Descripció
La pintura mostra el màrtir sant Hermenegild coronat de roses amb una creu a la mà i envoltat d'àngels que porten els instruments de la seva cautivitat i martiri, juntament amb sant Leandre de Sevilla i sant Isidor de Sevilla, que s'imposen davant Leovigild i Recared. S'ha interpretat com una exaltació de la monarquia espanyola representada en un dels seus ancestres visigoots en funció del seu poder polític i al mateix temps com una defensa de la fe i el catolicisme. Més concretament i a nivell popular en el moment que la pintura fou elaborada, l'obra transmetia una reafirmació del misteri de la Immaculada Concepció de Maria i el triomf heroic del seu sant patró.

## Història
Va ser una pintura elaborada per l'altar major de l'església del Col·legi de Sant Hermenegild, que era el centre d'estudis més prestigiós de Sevilla. A finals de la dècada de 2010 el quadre es troba al Museu de Belles Arts de Sevilla.